# تودغه علیا
تودغه علیا (به فرانسوی: Toudgha El Oulia) یک منطقهٔ مسکونی در مراکش است که در استان تنغیر واقع شده‌است. تودغه علیا ۵٬۶۶۵ نفر جمعیت دارد.